# Ilia (agromiasteczko)
Ilia (biał. Ілья, ros. Илья) – agromiasteczko na Białorusi, w rejonie wilejskim obwodu mińskiego, położona nad rzeką o tej samej nazwie.
Siedziba prawosławnego dekanatu iliańskiego i wchodzącej w jego skład parafii pw. św. Proroka Eliasza, a także parafii rzymskokatolickiej pw. Najświętszego Serca Pana Jezusa.

## Historia

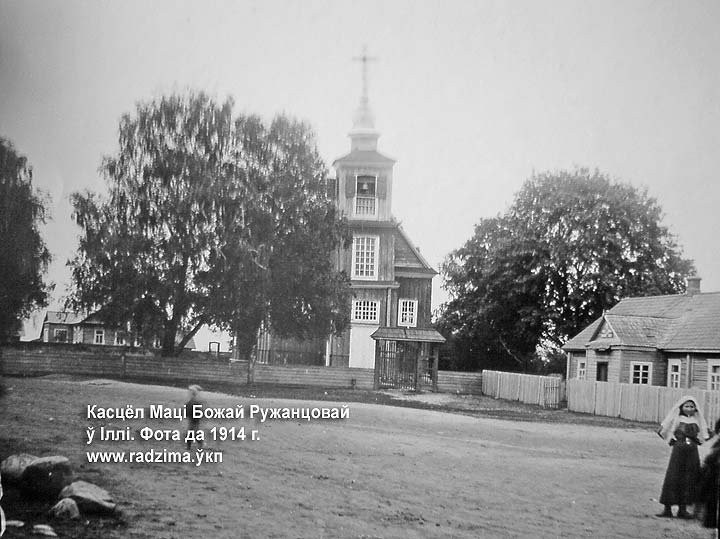
Kościół Matki Bożej Różańcowej około 1900 r. (wówczas cerkiew pawosławna)

Pierwsze wzmianki o miejscowości jako dworze marszałka nadwornego litewskiego Bohdana Sakowicza pochodzą z 1475 roku Później miejscowość należała do Zabrzezińskich i Zbaraskich. W 1564 r. posiadała ona prawa miejskie, istniał tu dwór. W wyniku reformy terytorialnej w latach 1565–1566 Ilia weszła w skład powiatu mińskiego województwa mińskiego. Od 1582 roku do końca XVII w. była w posiadaniu Hlebowiczów. Według inwentarza z 1650 roku miasteczko składało się z rynku i 3 ulic, 93 domów, 10 karczm, nowo wybudowanego kościoła (poprzednia świątynia spłonęła na krótko przed sporządzeniem inwentarza). W 1692 roku Krystyna Hlebowicz wraz z mężem, hetmanem wielkim litewskim Kazimierzem Janem Sapiehom, sprzedali majątek staroście wielatyckiemu Karolowi Michałowi Druckiemu-Sokolińskiemu. W XVIII w. właścicielami Ilii była córka Druckiego-Sokolińskiego Barbara i jej mąż chorąży kowieński A. Skorulski, Sawiccy (hrabiowie na Illi) oraz J.M. Sołłohub, który założył hutę szkła. W 1792 roku Sołłohub sprzedał Ilię podskarbiemu wielkiemu litewskiemu kompozytorowi Michałowi Kleofasowi Ogińskiemu.
W wyniku II rozbioru Polski Ilia znalazła się w granicach Imperium Rosyjskiego, w powiecie wilejskim guberni wileńskiej. Władze rosyjskie skonfiskowały miasto za udział w insurekcji kościuszkowskiej. W latach 1795–1804 właścicielem Ilii był feldmarszałek M. Saltykow, w latach 1804–1806 generał-major L. Zdiachowski, następnie marszałek guberni mińskiej (1804–1806) Józef Michałowicz Wołodkowicz (1761–1822) i S. Radziszewski, który w czasie powstania listopadowego był naczelnikiem wojskowym powiatu wilejskiego i dowódcą pułku. Rosyjskie oddziały karne splądrowały iliański dwór i skonfiskowały majątek. W 1886 r. miasto posiadało 40 domów, 2 cerkwie, szkołę, targi niedzielne i jarmarki 6 stycznia i 20 czerwca. Na mocy traktatu ryskiego (1921) Ilia znalazła się w granicach Rzeczypospolitej Polskiej, gdzie była siedzibą gminy w powiecie wilejskim województwa wileńskiego.
W 1930 r. wybudowano kaplicę, mającą spełniać funkcję pomnika powstańców styczniowych. W kaplicy wyryto dwieście nazwisk uczestników powstania oraz napis: „Nie my, lecz nasze kości wolność zdobędą”. Kaplica została doszczętnie zniszczona w latach 50. XX w.
W dwudziestoleciu międzywojennym istniało miasteczko Ilia. Według Powszechnego Spisu Ludności z 1921 roku zamieszkiwało tu 1457 osób, 226 było wyznania rzymskokatolickiego, 635 prawosławnego, 1 ewangelickiego, 586 mojżeszowego a 9 mahometańskiego. Jednocześnie 469 mieszkańców zadeklarowało polską, 532 białoruską a 456 żydowską przynależność narodową. Były tu 173 budynki mieszkalne. W 1931 w 236 domach zamieszkiwały 1333 osoby. W miejscowości miał siedzibę Sąd Grodzki w Ilii; mieścił się tu urząd pocztowy który obsługiwał znaczną część gminy. W 1939 r. Ilia weszła w skład BSRR, status osady obniżono do wsi. Od 15 stycznia 1940 r. centrum rejonu Iliańskiego, od 12 października 1940 r. Ilia była centrum sielsowietu. W czasie II wojny światowej został zniszczony kościół Matki Boskiej Różańcowej.
Podczas okupacji hitlerowskiej, we wrześniu 1941 roku Niemcy utworzyli getto dla żydowskich mieszkańców. Przebywało w nim około 1000 osób. 7 czerwca 1942 roku Niemcy zlikwidowali getto, a Żydów zamordowano w getcie i jego okolicach.

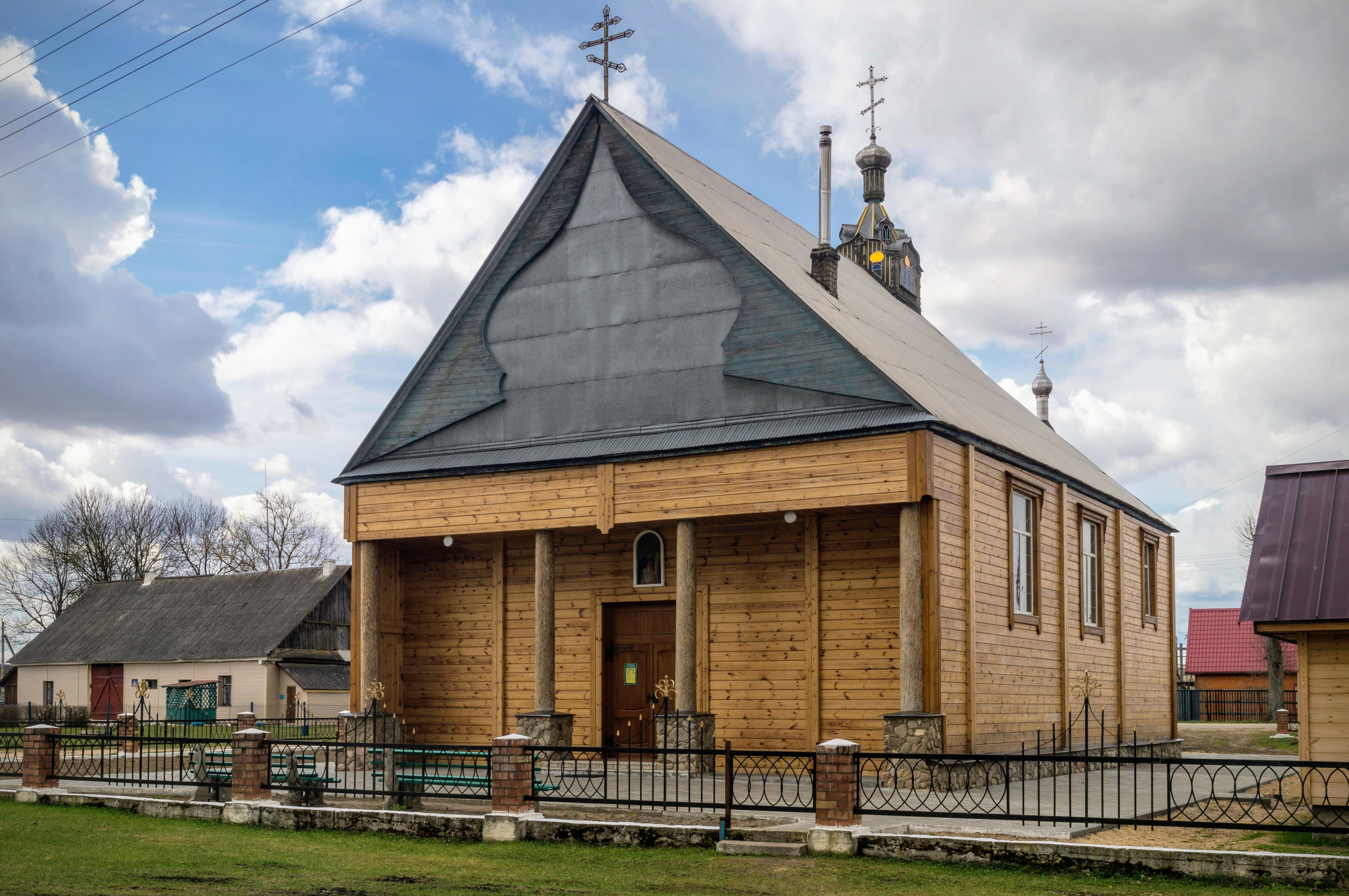
Cerkiew prawosławna św. Eliasza

Po zniesieniu rejonu iliańskiego 24 lipca 1957 r. weszła w skład rejonu wilejskiego. W 1971 r. w Ilii było 530 domów, w 1995 r. – 600.
W mieście znajduje się katolicki kościół Najświętszego Serca Jezusowego z początku XX wieku, parafialna cerkiew prawosławna św. Eliasza z 1828 roku oraz cmentarz żydowski.

## Parafia rzymskokatolicka
Parafia leży w dekanacie wilejskim archidiecezji mińsko-mohylewskiej. Powstała w 1669 r. Po powstaniu styczniowym została zlikwidowana, a kościół przekształcono w cerkiew. Obecną świątynię wzniesiono w latach 1907–1909. W 1942 r. Niemcy aresztowali, a później zamordowali proboszcza ks. Władysława Jasieckiego. Po wojnie kościół zamknięto i przekształcono w mleczarnię. W 1990 r. został zwrócony wiernym i odremontowany.